# Pınar
Pınar  è un nome proprio di persona turco femminile.

## Origine e diffusione
Il nome significa letteralmente "fonte", "sorgente".

## Onomastico
Il nome è adespota, non essendo portato da alcun santo. L'onomastico si può festeggiare il 1º novembre, giorno in cui cade la festa di Ognissanti.

## Persone
- Pınar Ayhan, cantante turca
- Pınar Demirok, cestista turca
- Pınar Deniz, attrice turca